# 텅 토스트
텅 토스트(Tongue toast)는 볶은 우설과 달걀 스크램블로 만든 전통적인 오픈 샌드위치이다. 후추와 양파로 간을 한다. 혀는 때때로 스크램블드에그 대신 수란을 곁들여 버터 토스트에 나오기도 한다. 주로 아침 (식사)용으로 준비되었지만, 이 식사는 점심과 주찬으로도 먹을 수 있다.
아침 식사로 제공되는 변형으로는 삶은 훈제 쇠고기 혀, 크림 (음식), 달걀 스크램블을 사용하며, 육두구, 후추, 잘게 썬 파슬리, 잘게 썬 단고추로 맛을 낸다. 현대적인 변형으로는 쇠고기 혀 대신 순록 혀를 사용한다.
텅 토스트는 오르되브르로도 제공되었는데, 프렌치 토스트 준비와 유사한 방식으로 준비되었으며, 버터 토스트에 머스터드 버터를 첨가하여 별 모양으로 찍어낸 전채 요리였다.

## 같이 보기
- 샌드위치 목록
- 토스트 요리 목록